# Miss Cabo Verde
Miss Cabo Verde é um concurso de beleza feminino realizado anualmente em Cabo Verde desde 1996. A vencedora de cada edição representa o país no concurso internacional Miss Mundo.

## Vencedoras
| Ano  | Miss Cabo Verde                 | Prémios     | Referências   |
| ---- | ------------------------------- | ----------- | ------------- |
| 1996 | Carmelinda Gonçalves            | Miss CEDEAO | [ 1 ]         |
| 2001 | Ramira Helena Gonçalves Delgado |             |               |
| 2002 | Wilsa Fortes de Pina            | Miss CEDEAO | [ 2 ] [ 3 ]   |
| 2003 | Marisa Lima                     |             | [ 4 ]         |
| 2005 | Tânia Neves                     | Miss CEDEAO | [ 5 ]         |
| 2006 | Susilena Ferreira Costa         |             | [ 6 ]         |
| 2007 | Jocilene Afonso                 |             | [ 7 ]         |
| 2008 | Zanise Fonseca                  |             | [ 8 ]         |
| 2009 | Joceline Fortes Rocha           |             | [ 9 ]         |
| 2011 | Tirza Évora                     |             | [ 10 ]        |
| 2013 | Cristy Spencer                  | Miss CEDEAO | [ 11 ] [ 12 ] |